# La maschera di Innsmouth
La maschera di Innsmouth, noto anche come L'ombra su Innsmouth (titolo originale: The shadow over Innsmouth, 1936), è un romanzo di Howard Phillips Lovecraft. Scritto nel 1931 e pubblicato nell'aprile del 1936, è ritenuto dai critici uno dei suoi lavori migliori: August Derleth la definì "una storia cupa, opprimente, tipica di Lovecraft al suo meglio", mentre Giuseppe Lippi ne parla come di "uno dei suoi autentici capolavori".

## Trama

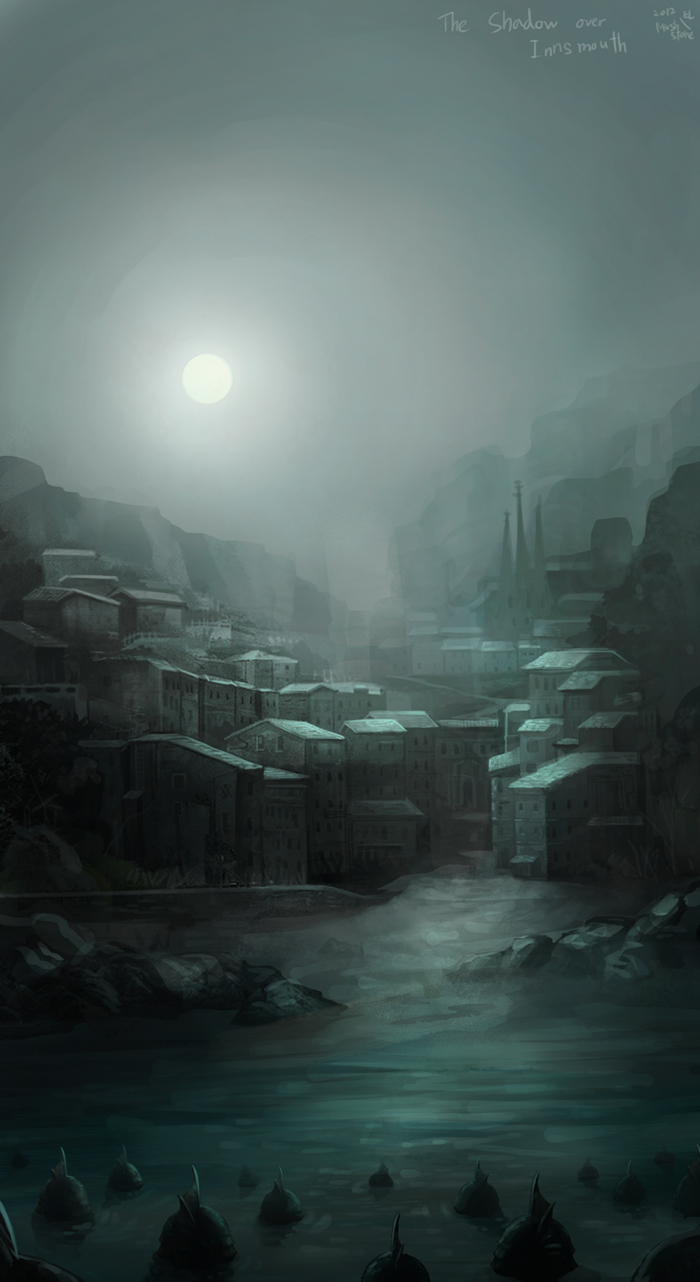
The Shadow over Innsmouth,
illustrazione di Mushstone.

Il giovane protagonista parte per un viaggio con l'intenzione di visitare le più caratteristiche località del Massachusetts, cui è legato per discendenza familiare. Giunge così nella tetra cittadina portuale di Innsmouth. Mentre cerca informazioni sulla storia locale, ascolta il racconto di un vecchio marinaio ubriacone, Zadok Allen, che narra come gli anziani della città avessero in passato stipulato un patto con delle creature demoniache provenienti da mari lontani, chiamate Quelli-degli-abissi (in inglese Deep Ones). Benché non creda al racconto di Zadok, il protagonista inizia ad avvertire la sinistra atmosfera del luogo.
La notte, nella sua stanza d'albergo, il protagonista ode gli orribili suoni delle creature che vengono a catturarlo e riesce a scappare dalla finestra. Durante una drammatica fuga notturna, intravede i corpi delle creature deformi, ibride fra pesci e rane, che gli danno la caccia e comprende come gli abitanti di Innsmouth siano davvero il frutto di un incrocio tra degli esseri umani e le orribili creature marine.
Dopo essere scampato alla cattura, in un sinistro finale tipicamente lovecraftiano, il protagonista viene a sapere di essere lui stesso un discendente di Quelli-degli-abissi, e un giorno riconosce allo specchio sul suo stesso volto l'espressione caratteristica di quella stirpe - la cosiddetta "maschera di Innsmouth". Dopo un primo proposito di suicidio accetta il proprio destino, e si ripromette di liberare presto il cugino, internato in manicomio e già quasi del tutto trasformato, di raggiungere insieme a lui Y'ha-nthlei, la città subacquea dei loro antenati e di vivere là per sempre.

## Influenza culturale
Dal romanzo sono stati tratti i film Dagon - La mutazione del male, diretto da Stuart Gordon e prodotto da Brian Yuzna, e Cthulhu, diretto da Daniel Gildark.
Nell'ambito dei videogiochi, gran parte di Call of Cthulhu: Dark Corners of the Earth è ispirata a La maschera di Innsmouth. Inoltre anche la missione di The Elder Scrolls IV: Oblivion "Un'ombra su Hackdirt" presenta parecchie citazioni e similitudini con il racconto di Lovecraft. Una location del DLC "Old Hunters" dell'action-RPG Bloodborne è largamente ispirata, come molti altri aspetti del gioco, sia a La maschera di Innsmouth che a Dagon, racconto di Lovecraft direttamente collegato al romanzo. L'avventura per il gioco da tavolo Pathfinder intitolata "Il Risveglio del Guardiano"  è pesantemente ispirata al romanzo, ricalcandone molti punti di storia.
Nel 2017 esce "Chronicle of Innsmouth" sviluppato dalla PsycoDev, un'avventura punta clicca per PC che si basa sulla storia del libro "La Maschera di Innsmouth"
Nel videogioco del 2019,The Sinking City, sono presenti delle creature antropomorfe con sembianze di pesce chiamate "Innsmouther", chiaro riferimento alla città di Innsmouth e alle creature descritte dallo stesso Lovecraft nel romanzo.
Al romanzo è ispirata la canzone The Thing that should not be della band Metallica. La traccia è contenuta nell'album Master of Puppets del 1986. Anche il video ufficiale della canzone Escape from Midwich Valley dell'artista synthwave francese Carpenter Brut è ispirato ai fatti del romanzo.
Ne è stata tratta una parodia a fumetti disneyana dal titolo Topolino e le luci di Innsmouse, pubblicata sul numero 3238 del settimanale Topolino del 13 dicembre 2017. Questa storia vede Topolino nei panni del protagonista e Pippo in quelli di un personaggio ispirato a Howard Phillips Lovecraft.

Nel 2020 esce negli USA il fumetto Miskatonic di Mark Sable e Giorgio Pontrelli, ispirato alla trama de La maschera di Innsmouth